# Plåt-Svens Minne
Plåt-Svens Minne är ett årligt travlopp för 3-åriga varmblod som körs på Romme travbana i Borlänge. Loppet är en hyllning till travtränaren Sven E S Andersson, kallad "Plåt-Sven", som avled 2008. Loppet körs över 2140 meter med autostart. Sedan 2017 års upplaga är förstapris i loppet 100 000 kronor, tidigare var det 50 000 kronor.

## Vinnare
| År   | Häst               | Kusk               | Tränare          | Tid    |
| ---- | ------------------ | ------------------ | ---------------- | ------ |
| 2024 | Cashman J.R.       | Claes Sjöström     | Roger Walmann    | 1.12,5 |
| 2023 | Coral Coger        | Rikard N. Skoglund | Ola Åsebö        | 1.13,5 |
| 2022 | Pure Muscle        | Mats E. Djuse      | Reijo Liljendahl | 1.13,7 |
| 2021 | Borups Victory     | Erik Adielsson     | Svante Båth      | 1.14,3 |
| 2020 | Boston Wise L.     | Per Lennartsson    | Timo Nurmos      | 1.13,7 |
| 2019 | Aramis Bar         | Björn Goop         | Björn Goop       | 1.13,8 |
| 2018 | Flaming Ace Sisu   | Claes Sjöström     | Claes Sjöström   | 1.14.4 |
| 2017 | Heading Reference  | Ulf Eriksson       | Stefan Melander  | 1.14,2 |
| 2016 | Electric Light     | Per Lennartsson    | Per Lennartsson  | 1.15,0 |
| 2015 | Romeus             | Daniel Redén       | Daniel Redén     | 1.13,9 |
| 2014 | Elliot Boko        | Leif Witasp        | Leif Witasp      | 1.16,0 |
| 2013 | Elvis Duo          | Jorma Kontio       | Pekka Korpi      | 1.14,9 |
| 2012 | Increased Workload | Stefan Melander    | Stefan Melander  | 1.14,7 |
| 2011 | Mr Vida            | Per Lennartsson    | Per Lennartsson  | 1.15,0 |